# 29 de juliol
El 29 de juliol és el dos-cents desè dia de l'any del calendari gregorià i el dos-cents onzè en els anys de traspàs. Queden 155 dies per a finalitzar l'any.

## Esdeveniments
Països Catalans
Resta del món
- 626 - inici del setge fallit de Constantinoble pels àvars, els eslaus, els búlgars i altres tribus paganes en coordinació amb els perses acampats a l'altra banda del Bòsfor.[1]
- 1836 - París (França): S'inaugura de l'Arc de Triomf, encarregat el 1808 per l'emperador Napoleó després de la victòria d'Austerlitz
- 1851 - Observatori Astronòmic de Capodimonte (Nàpols, Itàlia): Annibale de Gasparis descobreix l'asteroide (15) Eunòmia
- 1907 - Poole Harbour (Dorset, Anglaterra): Sir Robert Baden-Powell funda el moviment escolta amb la primera acampada a Brownsea Island
- 1914 - Durant la Primera Guerra Mundial, Rússia inicia els seus moviments militars contra l'imperi Austrohongarès
- 1921 - Alemanya: Adolf Hitler esdevé líder del Partit Nacional Socialista dels Treballadors Alemanys
- 1925 - Rio de Janeiro (Brasil): Irineu Marinho funda el diari O Globo.[2]
- 1936 - Còrdova (Espanya): Són afusellats per les tropes sublevades els diputats republicans Luis Dorado Luque i Antonio Bujalance López.
- 1944 - Berlín: Alemanya concedeix la Creu de Ferro a Joan Pujol i Garcia, Garbo, agent doble català que desenvolupà un paper clau en l'èxit del desembarcament de Normandia al final de la Segona Guerra Mundial.
- 1947 - Estats Units: l'ENIAC, el primer computador electrònic completament digital, es reactiva després d'haver estat fora de servei des del 9 de novembre de 1946 per millorar-ne la memòria. Seguirà funcionant fins al 2 d'octubre de 1955.
- 1957 - Viena (Àustria): Neix l'Agència Internacional de l'Energia Atòmica (AIEA), organisme de les Nacions Unides, per tal de promocionar l'ús pacífic i segur de les tecnologies nuclears
- 1958 - Washington D.C. (Estats Units): Eisenhower signa la National Aeronautics and Space Act, l'acta de fundació de la NASA.
- 1981 - Londres (Anglaterra): el Príncep Carles es casa amb Lady Diana Spencer.
- 2005 - Observatori de Mont Palomar (Califòrnia, Estats Units): s'anuncien, el mateix dia, tres descobriments astronòmics de planetes nans: (136199) Eris, l'objecte transneptunià més gran descobert fins aleshores, i altres dos grans objectes del cinturó de Kuiper, (136108) Haumea i (136472) Makemake.

## Naixements
Països Catalans
- 1356 - Perpinyà, Catalunya del Nord: Martí l'Humà, rei de la Corona d'Aragó (m. 1410).
- 1892 - Palamós: Maria Trias Joan, empresària hotelera catalana (m. 1960).[3]
- 1899 - Barcelona: Rosario Pi Brujas, directora, guionista, productora, pionera de la cinematografia catalana i espanyola (m. 1967).[4]
- 1910 - Barcelona: Maria Espinalt i Font, soprano catalana considerada una primera figura de l'escena estatal (m. 1981).[5]
- 1921 - Sagunt (Camp de Morvedre): Jaume Bru i Vidal, historiador i poeta valencià (m. 2000).
- 1926 - Ciutadella de Menorca: Antoni Moll Camps, escriptor i traductor, considerat el «Patriarca de les lletres menorquines» (m. 2023).
- 1943 - Palma: Jaume Pomar i Llambias, poeta mallorquí (m. 2013).
- 1953 - Perpinyà: Dominique Bona, escriptora nord-catalana multipremiada que publica novel·les i biografies en francès.[6]
- 1958 - València: Carmen Ninet Peña, política valenciana, ha estat diputada a Corts.[7]
- 1960 - Amposta (Montsià): Marta Cid i Pañella, política catalana, Consellera d'Educació de la Generalitat de Catalunya.
- 1975 - Girona (Gironès): Josmar, cantant, productor musical i estrella mediàtica.
- 1979 - Granollers: Sandra Sabatés, periodista catalana.[8]

Resta del món
- 1805 - París (França): Alexis de Tocqueville pensador, jurista, polític i historiador francès (m. 1859).[9]
- 1876 - Tula, Rússia: Maria Uspénskaia , actriu russa de cinema.
- 1877 - Maggianico, Lecco, Itàlia: Renzo Bianchi, compositor italià.
- 1883 - Predappio (la Romanya, Itàlia): Benito Mussolini, polític italià, creador del règim feixista a Itàlia (m. 1945).[10]
- 1893 - Arkansas: Dorothy Shaver, empresària estatunidenca de la indústria de la moda.[11]
- 1898 - Rymanów (Polònia): Isidor Isaac Rabi, físic i professor universitari estatunidenc d'origen austríac, Premi Nobel de Física de l'any 1944 (m. 1988).[12]
- 1900 - Boden, Norrbotten, (Suècia): Eyvind Johnson, novel·lista suec, Premi Nobel de Literatura de l'any 1974 (m. 1976).[13]
- 1905 - 
  - Nova York: Clara Bow, actriu novaiorquesa del cinema mut (m. 1965).[14]
  - Jönköping (Suècia): Dag Hammarskjöld, polític i diplomàtic suec, Secretari General de l'ONU i Premi Nobel de la Pau de 1961 (m. 1961).[15]
- 1909 - Jefferson City, Missouri, (EUA): Chester Himes, escriptor afroamericà, conegut sobretot per les seues novel·les de sèrie negra (m. 1984).
- 1916 - Chicago, Illinois, (EUA): Budd Boetticher, director de cinema durant el període clàssic de Hollywood (m. 2001).
- 1925 - Quios (Grècia): Mikis Theodorakis, compositor i intel·lectual grec, conegut també per la seva militància política.[16]
- 1934 - Berlín, Alemanya: Albert Speer, arquitecte i urbanista alemany.
- 1937:
  - Raleigh, Carolina del Nord (EUA): Daniel McFadden, economista, Premi Nobel d'Economia de l'any 2000.[17]
  - Sōja (Japó): Ryutaro Hashimoto (橋本龍太郎),polític japonès. Ocupà el càrrec de Primer Ministre de l'11 de gener de 1996 al 30 de juliol de 1998 (m. 2006).[15]
- 1939 - Bilbao (Espanya): Teresa Marta Ruiz Penella, coneguda artísticament com a Terele Pávez, actriu basca (m. 2017).[18]
- 1950 - Gallipolis, Ohio: Jenny Holzer, artista avantguardista estatunidenca, que exhibeix aforismes a l'espai públic.[19]
- 1951 - Madrid (Espanya): Cristina Narbona Ruiz, economista, política i professora universitària espanyola, Presidenta del PSOE.[20]
- 1953 - Deal (Nova Jersey, EUA): Patti Scialfa, cantautora i guitarrista nord-americana, membre de l'E Street Band des de 1984.[21]
- 1960 - Niça (França): Didier van Cauwelaert, escriptor i guionista francès d'origen belga. Premi Goncourt de l'any 1994.[22]
- 1981 - Oviedo (Espanya): Fernando Alonso, pilot espanyol de Fórmula 1, doble campió del món.
- 1982 - Preetz (Alemanya): Allison Mack, actriu estatunidenca coneguda per la sèrie Smallville, condemnada a presó per tràfic sexual relacionat amb una secta destructiva.[23]

## Necrològiques
Països Catalans
- 1943 - Nova York (EUA): Maria Gay, Maria de Lourdes Pichot i Gironès, mezzosoprano catalana (n. 1876).[24]
- 1949 - Riudarenes (la Selva): Iu Pascual i Rodés, pintor paisatgista català (n. 1883).
- 2021 - Barcelona: Renata Muller von Rathlef, gimnasta catalana especialitzada en gimnàstica artística (n. 1939).[25]

Resta del món
- 1018 - Lieja (principat de Lieja, Sacre Imperi Romanogermànic): Balderic II, segon príncep-bisbe (n. ?).
- 1709 - Milà, (Itàlia): Pieter Mulier (el Jove), pintor neerlandès del Barroc (n. 1637).
- 1833 - Hull, Yorkshire (Anglaterra): William Wilberforce, polític britànic, filantrop i un dels líders del moviment per abolir la tracta d'esclaus (n. 1759).[26]
- 1844 - Karlsbad, Alemanya: Franz Xaver Wolfgang Mozart, compositor, director d'orquestra i professor de música (n. 1791).
- 1856 - Bonn, Prússia: Robert Schumann, compositor i pianista romàntic alemany (n. 1810).[27]
- 1866 - Boursault: Barbe-Nicole Ponsardin, la Vídua Clicquot, empresària francesa de la indústria del xampany (n. 1777).[28]
- 1890 - Auvers-sur-Oise (Illa de França, França): Vincent van Gogh, pintor i dibuixant holandès (n. 1853).[29]
- 1900 - Monza, Itàlia: Humbert I, rei d'Itàlia, a conseqüència d'un atemptat perpetrat per l'anarquista Gaetano Bresci (n. 1844).
- 1913 - La Haia (Països Baixos): Tobias Michael Carel Asser, advocat neerlandès, Premi Nobel de la Pau 1911 (n. 1838).[30]
- 1966 - Sydney: Thea Proctor, artista modernista australiana.[31]
- 1974 - Londres (Regne Unit): Cass Elliot, cantant estatunidenca, coneguda principalment per formar part del grup The Mamas and The Papas (n. 1941).[32]
- 1979 - Berlín (Alemanya): Herbert Marcuse, filòsof i sociòleg alemany, una de les principals figures de l'Escola de Frankfurt (n. 1898).
- 1983 -
  - Ciutat de Mèxic (Mèxic): Luis Buñuel, director de cinema espanyol (n. 1900).
  - Château-d'Oex (Suïssa): David Niven, actor anglès (n. 1910).
- 1990 - Viena, Àustria: Bruno Kreisky, polític austríac socialdemòcrata, canceller d'Àustria entre 1970 i 1983 (n. 1911).[15]
- 1992 - Bucarest: Lucia Demetrius, actriu, traductora i poetessa romanesa (n. 1910).[33]
- 1994 - Shiptons-on-Stour, Anglaterra: Dorothy Crowfoot Hodgkin, química i professora anglesa, guardonada amb el Premi Nobel de Química 1964 (n. 1910).[34]
- 1998 - Montevideo, Uruguai: Jorge Pacheco Areco, polític i periodista uruguaià, president de la República Oriental de l'Uruguai entre el 6 de desembre de 1967 i l'1 de març de 1972 (n. 1920).
- 2017 - Poona (Índia): Eunice de Souza, poetessa, crítica literària i novel·lista contemporània índia en llengua anglesa.[35]

## Festes i commemoracions
- Sisé dia de les festes de Moros i Cristians de la Vila Joiosa (Marina Baixa)
- Dia Internacional del Tigre des del 2010
- Ólavsøka, dia nacional de les illes Fèroe.[36]

### Santoral
Les dates entre parèntesis corresponen a l'any de la mort de la persona citada.

#### Església Catòlica[38]
- Sants al Martirologi romà (2011): Llàtzer de Betània, Maria de Betània i Marta de Betània; Cal·línic de Gangra, màrtir (303); Fèlix de Roma, màrtir (s. III-IV); Simplici, Faustí, Viatrix i Ruf de Roma, màrtirs, patrons de Fulda (304); Llop de Troyes, bisbe (479); Pròsper d'Orléans, bisbe (s. V); Olaf II de Noruega, rei (1030); Guillem Pinchon, bisbe de Saint-Brieuc (1234); Josep Zhang Wenlan, Pau Chen Changpin, Joan Baptista Lou Tingyin, Marta Wang Louzhi, màrtirs (1861)
  - Beats: Urbà II, papa (1099); Lluís Eixarc i Bertran, Mancio de Santa Cruz, Pedro de Santa María, dominics màrtirs (festa antiga, actualment el 10 de setembre) (1627); Charles-Nicolas-Antoine Ancel, monjo màrtir (1794); Louis Martin, pare de Teresa de Lisieux (1894); Lucio Martínez Mancebo i companys màrtirs: Antonio López Couceiro, Felicísimo Díez González, Saturio Rey Robles, Tirso Manrique Melero, Gumersindo Soto Barros, Lamberto de Navascués y de Juan, Manuel Albert Ginés, dominics màrtirs (1936); Juan Bautista Egozcuezábal Aldaz, dels Germans de Sant Joan de Déu, màrtir (1936); José de Calasanz Marqués, salesià màrtir (1936); Àngel Maria Prat i Hostench i 16 carmelites màrtirs de Cervera (1936).
- Sants que ja no apareixen al Martirologi: Serafina de Mamia, verge llegendària (s. I o V); Seràpia i Sabina de Roma, màrtirs (119); Lucila, Flora, Eugeni i companys màrtirs de Roma (s. III); Beri de Constantinoble, màrtir (s. III); Faustí de Spello (s. IV); Fèlix II, antipapa (365, fins al 1962 al Martirologi romà); Llàtzer d'Ais, bisbe (411); Sulià de Luxulyan, abat (s. VI); Suliavus, abat de Saint-Pol de Léon; Kilian d'Inishcaltra, monjo (s. VII); Beatriu de Valfleury, priora (1268).
- Beats que no són al Martirologi: Alexandre de Colònia, abat de Cîteaux (1175).
- Servents de Déu: Manuel Peypoch i Sala, jesuïta màrtir (1936).
- Venerats a l'Orde de la Mercè: beat Pere d'Alger, màrtir (1451).

#### Església Copta
- 22 Abib: Laondi de Tripoli, soldat i màrtir; Macari, fill de Basílides i màrtir sota Dioclecià.

#### Església Ortodoxa (segons el calendari julià)
- Se celebren els corresponents a l'11 d'agost del calendari gregorià.

#### Església Ortodoxa (segons el calendari gregorià)
Corresponen als sants del 16 de juliol del calendari julià.
- Sants: Onèssim d'Efes, bisbe i màrtir (s. I); Filemó d'Efes, missioner (s. I); Paul, Aleutina i Quionea de Cesarea, màrtirs (308); Antíoc de Sebaste, màrtir (s. IV); Senador, Viator, Cassiodor i Dominata, màrtirs; Atenàgores d'Heracleòpolis i companys màrtirs: Regí, Maximí, Patròfil, Ammó, Teofrastes, Cleònic, Pere i Hesiqui (311); Cicília i Eufèmia, màrtirs; Júlia de Cartago (411) o Júlia de Còrsega (618); Faust, màrtir; Pares del IV Concili de Calcedònia; Ivan de Tarnowo, màrtir (1822); Teodor de Glinsk (1859); Seraphin, Theognostos i màrtirs d'Alma Ata (1921); Magdalena de Tichwin, abadessa (1934); Matrona Baliakova d'Anemnjasev (1936); Jakov de Barnaul, bisbe i Piotr, Ivan, Teodor i Ivan, preveres màrtirs (1937): Sinaxi del Sants Russos canonitzats als sínodes de Moscou de 1547 i 1549; Constantí Licudes, bisbe.

##### Església Ortodoxa Grega
- Atenògenes, màrtir; 15.000 Màrtirs de Pisídia (1015).

#### Esglésies luteranes
- Maria de Betània, Marta de Betània i Llàtzer de Betània, seguidors de Jesús; Olaf II de Noruega, rei i màrtir.

#### Esglésies anglicanes
- Maria de Betània, Marta de Betània i Llàtzer de Betània, seguidors de Jesús.